# USTA Hall of Fame
Die USTA Hall of Fame ist die Hall of Fame der United States Tennis Association, dem Tennisverband der Vereinigten Staaten.

## Geschichte
Seit 1986 werden verdiente Personen des amerikanischen Tennissports in die USTA Hall of Fame aufgenommen.

## Mitglieder
- 1986: (2) Dwight Filley Davis, Charles Robert „Chuck“ McKinley
- 1988: (4) D. Keedy Campbell, Harris M. Coggeshall, Marvin P. Richmond, T.H. Vaughan
- 1989: (1) Gerald Perry
- 1990: (5) Francis Baxter, Earl H. Buchholz Sr., Charles D. Cunningham, Bill Price, Len Prosser
- 1991: (3) Clarence Dyer, The Ward Parker Family, Tom McSpadden
- 1992: (3) Jack Buss, Lucile Davidson, Ed Doane
- 1993: (3) C.J. Hixson, Wally Smith, Dave Snyder
- 1994: (5) Wray Brown, Earl Buchholz Jr., Beverly K. Buckley, Joy Rodenberg, Mervyn Webster
- 1995: (3) Jodie H. Adams, Carol Hanks Aucamp, Mary Ann Eisel Beattie
- 1996: (5) Harold Balzer, Justina Bricka, Kate Cushing, Ted Drewes, Phillip L. Edwards
- 1997: (5) Lucien Barbour, Frank Ward, Anna Guerrant, Dick Johnson, Nora Prosser
- 1998: (5) W.E. Steve Broadie, Donald Klotz, J.C. Louderback, Jim Reed, S.L. Shofner
- 1999: (5) David Bryant, George Milton, Cliff Price, J. Hal Surface Jr., Steve Wilkinson
- 2000: (6) Marilyn Mueller, Louis Gerdes, Ollie Gresham, Homer Robinson, Bryce Young, Judy Levering
- 2001: (5) Junior Coen, Dick Gilkey, Gene Land, Gerry Perry, Don McNeill
- 2002: (5) Patsy Rippy-Bond, William Davis, Ralph Hart, Bill Rompf, Mary Norwood-Rompf
- 2003: (5) Bill Brown, Cliff Buchholz, Bob Green, Nancy Pearce-Jeffett, Phil Landauer
- 2004: (5) John Bregin, Don Dippold, Don Gardner, Ken Lidie, Su Oertel
- 2005: (5) John Allen Been, Harry Clifton Burrus, Jacque Croft, Richard Mechem, Frank A. Thompson Jr.
- 2006: (5) Dave Freeborn, Jay Louderback, Terry Miller, Dave Riley, Russell Warner
- 2007: (3) Barbara Fackel, Ken Flach, Bob McKinley
- 2008: (4) Gayle David Bradshaw, Patricia Graham, Steve Prosser, Leigh Strassner
- 2009: (3) Nick Taylor, Skip Walther, Sheldon Weiner
- 2010: (4) Charles Doughty, Tommy English, Paul Lockwood, James Wadley
- 2011: (5) Rex Coad, James Fields, Janet Thomas Griffith, Jane Pratt, Kim Steinmetz
- 2012: (4) Judy Dippold, Micki Schillig Feldmann, Edmund Serrano, Meredith Geiger Walton
- 2013: (5) Ron Cobb, Kevin Hedberg, Joe McGuire, Doug Smith, Bruce Vosberg
- 2014: (3) Stephen L. Gerdes, Jim Klousia, Ken Veney
- 2015: (4) Richard Hudlin, Cornelia Salmon-Robertson, Mark Rosewell, Verne Weber
- 2016: (3) Bob Bates, Mark Johnson, Wilbur Jones
- 2017: (3) Buff Farrow, Francis P. Lemery, Richard M. Perry